# Thomas Reid

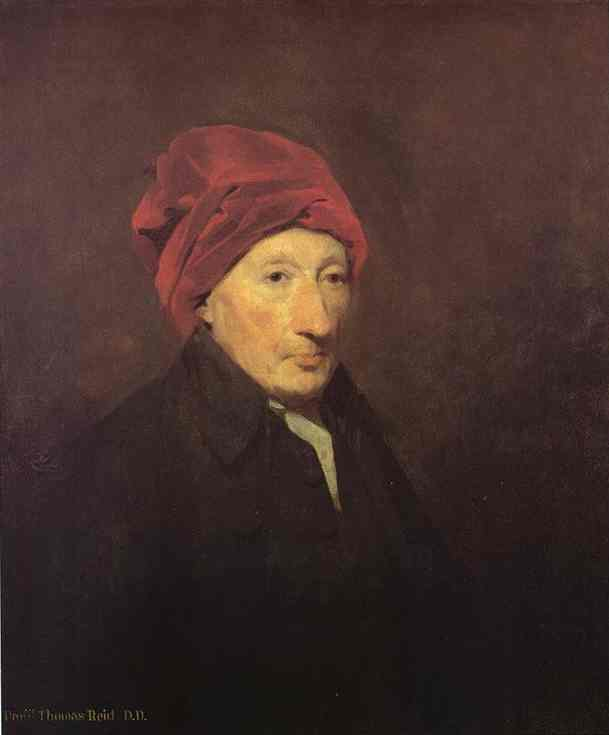
Thomas Reid.

Thomas Reid (Strachan, Kincardineshire, Escocia, 26 de abril de 1710–Glasgow, Escocia, 7 de octubre de 1796) fue un filósofo escocés, contemporáneo de David Hume y fundador de la Escuela filosófica escocesa del sentido común; desempeñó un papel central en la Ilustración Escocesa.

## Biografía
En sus primeros tiempos vivió en Aberdeen, Escocia, donde creó el Wise Club ("Club sabio"), una asociación literario-filosófica. Se licenció en la Universidad de Aberdeen y le dieron una cátedra en el King's College de Aberdeen en 1752. Allí escribió una Investigación sobre la mente humana en los principios de sentido común (1764). Poco tiempo después le otorgaron un puesto más prestigioso, la cátedra de filosofía moral en la Universidad de Glasgow, donde sustituyó a Adam Smith. Dimitió del cargo en 1781.
Reid creyó que el sentido común (en un significado filosófico especial) debe estar en el fundamento de toda investigación filosófica. Discrepó de David Hume y George Berkeley, quienes afirmaban respectivamente que el principio de causalidad era discutible y que el mundo exterior era un mera figuración de la mente. Reid pensó que el sentido común indica sin duda alguna que existe un mundo externo.
En su época, y por algunos años durante el siglo XIX, fue considerado un filósofo más importante que David Hume. Abogó por el realismo directo, o realismo del sentido común, y se opuso enconadamente a la teoría de las ideas o ideísmo por el que abogaban John Locke, René Descartes y, en formas diversas, los filósofos modernos que vinieron tras ellos. Sin embargo, guardaba un gran respeto y admiración por Hume y lo consultó para corregir el primer manuscrito de su Investigación.

## Teoría de Thomas Reid sobre el sentido común
Su teoría sobre el conocimiento vino en gran parte dada por su teoría moral. Pensó que la epistemología era una parte introductoria a la ética práctica: cuando la filosofía nos confirma en nuestra creencia común, todo cuanto tenemos que hacer es actuar según nuestras creencias porque sabemos cuál es la correcta. Esta filosofía moral evoca el estoicismo latino y, en efecto, cita a menudo a Cicerón, de quien adoptó el término «sensus communis», y se identifica con la forma de vida cristiana, en particular según la expresó Santo Tomás de Aquino.
Estableció seis axiomas que constituyeron la base esencial para el razonamiento, todos derivados del «sensus communis».
- Que los pensamientos de los que soy consciente son pensamientos de mí mismo, mi mente, mi persona;
- Que sucedieron esas cosas realmente y que las recuerdo indistintamente;
- Que tenemos un cierto grado de protagonismo sobre nuestras acciones, y la determinación de nuestra voluntad;
- Que hay una vida e inteligencia en los hombres con quienes conversamos;
- Que hay un cierto debido respeto al testimonio humano sobre las materias, e incluso a la autoridad humana en materia de opinión;
- Que, en los fenómenos de la naturaleza, lo que es probablemente será como ha sido en circunstancias similares.

Su reputación disminuyó tras los ataques contra la escuela escocesa del sentido común por parte de Immanuel Kant y de John Stuart Mill, pero su corriente fue la filosofía enseñada en las universidades de Norteamérica durante el siglo XIX y fue defendida por Victor Cousin, filósofo francés. Justus Buchler demostró que Reid fue un influjo importante en el filósofo americano C.S. Peirce, quien compartió la preocupación de Reid por revaluar el sentido común y cuyo trabajo liga Reid con el pragmatismo. Según Peirce, lo más cercano que podemos conseguir a la verdad en este mundo es un consenso de millones de que algo sea tal cual. El sentido común es verdad social, construida, se abre en la verificación como método científico y constantemente se desarrolla con la evidencia, la opinión y la autorización de la práctica. La reputación de Reid se ha restablecido como consecuencia de la defensa del sentido común como método filosófico o del criterio por G. E. Moore a principios del siglo XX y, más recientemente aún, merced a la atención que han prestado a las posturas de Reid los filósofos contemporáneos, en particular los que intentan defender el Cristianismo de los ataques filosóficos, como William Alston y Alvin Plantinga.
Reid escribió un importante número de trabajos filosóficos, incluyendo Inquiry into the Human Mind on the Principles of Common Sense ("Investigación en la mente humana en los principios del sentido común") (1764, Glasgow y Londres), Essays on the Intellectual Powers of Man (Ensayos sobre las energías intelectuales del hombre) (1785) y Essays on the Active Powers of Man (Ensayos sobre las energías activas del hombre) (1788). En 1844, Schopenhauer elogió a Reid por explicar que la opinión sobre los objetos externos no resulta de la información en bruto que se recibe de los cinco sentidos:
```
   
```

El magnífico libro de Thomas Reid Investigación en la mente humana nos produce una convicción muy exigente de la insuficiencia de los sentidos para producir la opinión objetiva de las cosas y asimismo del origen no empírico de la intuición de espacio y tiempo. Reid refuta el juicio de Locke de que la opinión es un producto de los sentidos. Esto lo hace él por medio de una cuidadosa y aguda demostración de que las sensaciones comunes de los sentidos no poseen la menor semejanza con el mundo conocido por la opinión, demostrando en particular que cinco calidades primarias de Locke (extensión, figura, solidez, movimiento, número) no pueden suministrarnos posiblemente nada por ninguna sensación de los sentidos
El mundo como voluntad y representación. vol. II, cap. 2

## Obras
- 1764. An Inquiry into the Human Mind on the Principles of Common Sense.
- 1785. Essays on the Intellectual Powers of Man.
- 1788. Essays on the Active Powers of the Human Mind.
- 1863. Inquiry y Essays William Hamilton (ed.), Edinburgh: Maclachlan and Stewart, 1863, sexta edición.
- 1983. Thomas Reid's Inquiry and Essays, ed. Ronald Beanblossom and Keith Lehrer, Indianapolis, IN: Hackett, 1983.

Ediciones en español

## Aportes Psicológicos
- Filosofía del Sentido Común
- Metodología Empírica
- Psicología Moral
- Crítica al Escepticismo
- Facultades de la Mente
- Teoría de la Percepción Directa

Ediciones al español
- Ensayos sobre los poderes activos de la mente humana. Editorial Tecnos. 2014. ISBN 978-84-309-6191-7.
- Investigación sobre la mente humana según los principios del sentido común. Editorial Trotta. 2004. ISBN 978-84-8164-669-6.
- Los principios de la acción. Universidad Complutense de Madrid. 1996. ISBN 978-84-88463-15-9.
- Los principios de la acción. Encuentro. 2014. ISBN 978-84-9055-046-5.
- Del poder. Encuentro. 2005. ISBN 978-84-7490-764-3.